# シン・ギョーカイシーン
『シン・ギョーカイシーン』は、NHK総合テレビジョンで放送されたバラエティ番組である。

## 概要
世界には、まだあなたが知らない“ギョーカイ”がある！話題のトレンドやビジネスを番組ならではの視点でまとめて紹介。その業界の仕組みや意外な一面を掘り下げていく、“業界発見バラエティ”！ナレーションは、第１弾はYOU、第２弾は長井短が務めた。オープニングとセットのイラストは、おほしんたろうが担当。

## 放送リスト
1. 筋肉ギョーカイ[1]（2024年12月1日　レギュラー番組への道枠内）
2. 歌うまギョーカイ[2]（2025年6月10日）

## 出演
- MC：吉村崇
- 進行：井上あさひ（第１弾）、池田 伸子（第２弾）

## スタッフ
- 構成：オグロテツロウ
- 技術：豊吉浩之
- 撮影：田中哲平
- 照明：中山怜奈
- 音声：大神真樹
- 映像技術：加藤嵩規
- 音響効果：横溝美和
- 編集：岡本皓司
- 美術：谷脇もも
- リサーチャー：木村友香
- ディレクター：高松俊、佐藤圭介
- 制作統括：細川啓介
- 制作・著作：NHK